# Huating
För andra betydelser, se Huating (olika betydelser).
Huating, tidigare stavat Hwating, är en stad på häradsnivå inom staden Pingliang på prefekturnivå i provinsen Gansu i nordvästra Kina. Det ligger omkring 270 kilometer öster om provinshuvudstaden Lanzhou. Staden bildades 2018 genom en ombildning av Huating härad.
Huating är indelat i ett stadsdelsdistrikt, sju köpingar, tre socknar och en administrativ enhet på sockennivå.
Stadsdelsdistrikt (jiedao):

- Donghua (东华街道) [a]

Köpingar (zhen):

- Ankou (安口镇)
- Cedi (策底镇)
- Donghua (东华镇) [a]
- Hexi (河西镇)
- Maxia (马峡镇)
- Shangguan (上关镇)
- Xihua (西华镇)

Socknar (xiang):

- Shanzhai (山寨乡)
- Shenyu (神峪乡)
- Yanxia (砚峡乡)

Område på sockennivå:
- Shibaozi Kaifaqu Guanweihui utvecklingszon (石堡子开发区管委会)